# Imedi
Imedi Media Holding, plus connue sous le nom de Imedi (en géorgien : იმედი) ou Imedi TV, est une chaîne de télévision généraliste de la Géorgie, créée en 2003. Elle est membre associée de l'UER. Sa ligne éditoriale est favorable au pouvoir et au parti Rêve géorgien.

## Histoire
Radio Imedi a d'abord diffusé ses programmes sur 105,9 FM en décembre 2001 à Tbilissi. Depuis décembre 2003, Radio Imedi diffuse ses émissions en continu sur l'ensemble du territoire de la Géorgie. Les émissions de télévision ont rapidement suivi.
En novembre 2007, dans le cadre de la répression contre les manifestations d'opposition au gouvernement — alors mené par le Mouvement national uni (MNU) — la police attaque les locaux d'Imedi TV. Le gouvernement prend le contrôle de la chaîne, qui appartient alors à Badri Patarkatsichvili, après avoir accusé le média de soutenir une « tentative de coup d'État ». 
Dès 2012 et l'arrivée au pouvoir du parti Rêve géorgien, Imedi TV est à nouveau possédée par la famille Patarkatsichvili. Par la suite, elle passe entre les mains de Hunnewell Partners, une société britannique gérant des actifs, et notamment des groupes médiatiques, dans les pays du Caucase. 
Au cours des années 2010 puis 2020, Imedi TV devient un outil du pouvoir géorgien ; cette politique de non-neutralité, assumée par la chaîne, pousse de nombreux journalistes et animateurs à démissionner au cours des années 2020. Lors des manifestations post-électorales de 2024-2025, certains manifestants critiquent l'orientation prise par  des slogans, des affiches, s'en prenant à la chaîne et à sa couverture biaisée de l'actualité.

## Ligne éditoriale
À partir de sa reprise en main 2007, la chaîne devient favorable au pouvoir, jusqu'en 2012 et sa récupération par ses anciens propriétaires. La chaîne adopte, en 2013 et 2014, une position généralement neutre, malgré quelques reportages favorables au gouvernement. 
Une orientation pro-gouvernementale s'installe à partir du milieu des années 2010 et la chaîne se fixe un nouvel objectif, à la suite des élections législatives de 2016 (lors desquelles la performance de Rêve géorgien est moins forte qu'espérée par le parti) : « veiller à ce que la MNU ne retourne jamais au pouvoir ». Pour cela, elle multiplie les attaques contre ses militants. Par la suite, Elle ne couvre plus uniquement le MNU négativement, mais s'en prend aussi à Radio Free Europe/Radio Liberty en 2022. Auparavant ouverte sur les sujets sociétaux, la chaîne se met à produire du contenu homophobe et transphobe et s'en prend à toute personne « qui critique les politiques du gouvernement », qu'elle qualifie de « natsi ». Imedi commence à « répéter les théories du complot de Rêve géorgien et attaquer les critiques du gouvernement tant à l'intérieur qu'à l'extérieur de la Géorgie ». La rédaction est de plus en plus soumise à des ordres venant du pouvoir politique et influant directement sur les sujets traités, l'angle et le ton employé. 
En septembre 2023, Imedi TV affiche publiquement son soutien au gouvernement dans l'annonce de sa nouvelle saison, en vue des élections législatives de 2024. En décembre 2024, dans le contexte de la crise post-électorale, le député britannique Blair McDougall accuse la chaîne d'être devenue le « bras de la propagande » de la Russie en Géorgie, ce que la société Hunnewell Partners nie.

## Programmes
- Kronika : journal télévisé diffusé tous les jours à 8h, à 11h, 14h et à 20 h.
- Imedis Kvira (« La semaine d'Imedi ») : programme d'analyse de l'actualité, multithématique[2]